# Ventas

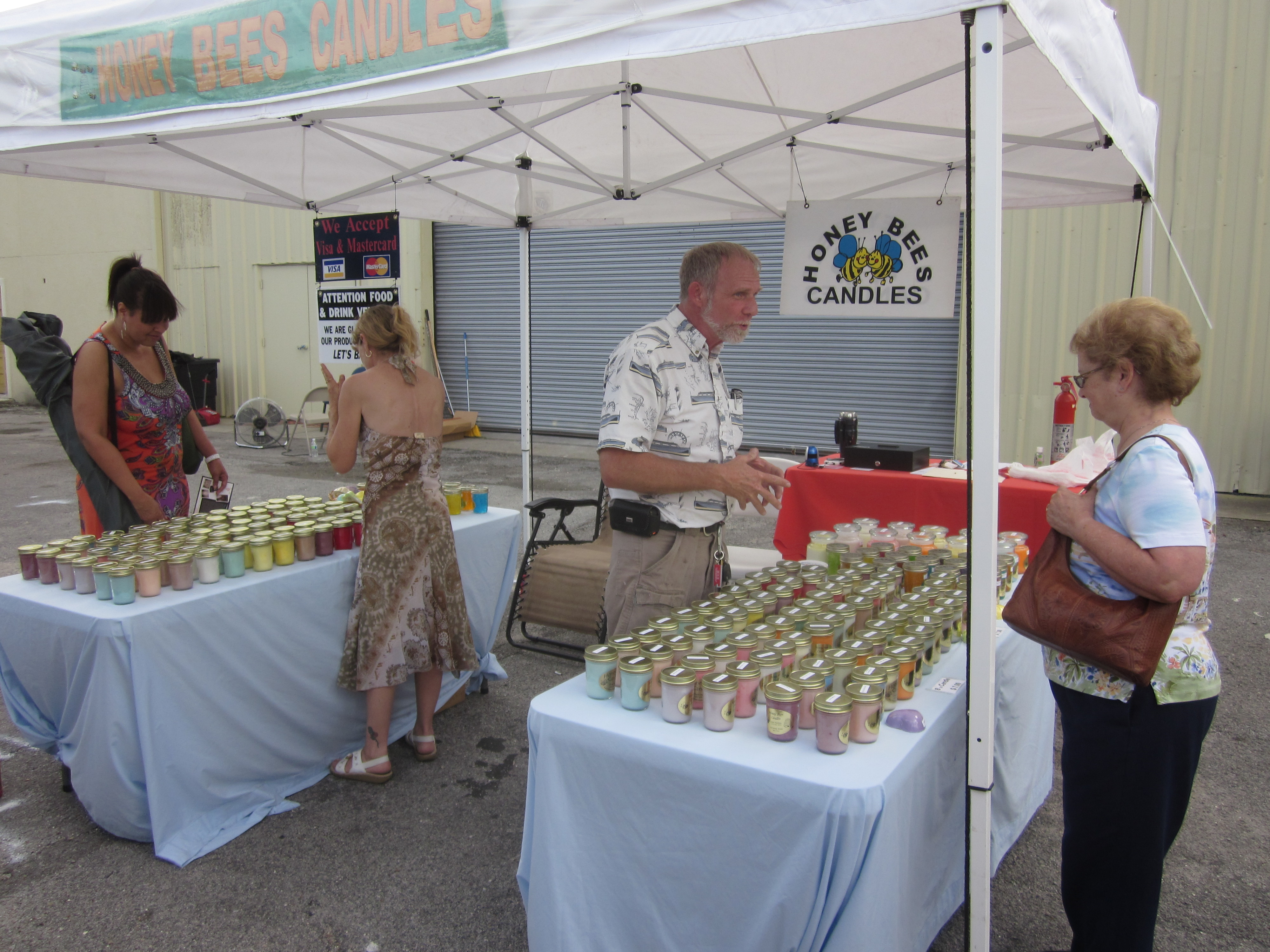
Vendedores llevando a cabo las acciones de venta, en este caso venta en mostrador.

Las ventas son las acciones llevadas a cabo por un vendedor para lograr acuerdos e intercambios; constituyen un pilar fundamental en el funcionamiento de los sistemas económicos modernos. El proceso de venta, que abarca tanto la esfera del comercio empresarial (B2B, de negocio a negocio) como la relación directa con el consumidor final (B2C, de negocio a consumidor), implica una serie de interacciones que culminan en el intercambio, es decir el acto de entregar algo a cambio de otra cosa, normalmente un producto a cambio de dinero. No solo abarca bienes tangibles, sino también servicios intangibles.
La American Marketing Association define la venta como "el proceso personal o impersonal por el que el vendedor comprueba, activa y satisface las necesidades del comprador para el mutuo y continuo beneficio".

## Fundamentos de la venta
La venta implica una interacción dinámica entre vendedor y comprador, donde se busca persuadir, convencer y satisfacer las necesidades del cliente agregando valor a las partes.
Esta se basa en la comunicación efectiva y la comprensión de las necesidades del cliente. Aspectos clave a realizar por el vendedor:
- Conocimiento del bien o servicio
- Escucha activa
- Empatía
- Crear valor
- Construir relaciones

Es decir, la venta en su esencia es mucho más que un simple intercambio comercial. Es el arte y ciencia de persuadir, convencer y satisfacer las necesidades del cliente con la propuesta de valor comercial de la empresa, mientras se alcanzan los objetivos comerciales del vendedor. En un mundo cada vez más competitivo y cambiante, dominar el proceso y técnicas de venta se ha vuelto crucial para el éxito empresarial. La venta es una habilidad fundamental en el mundo de los negocios, y dominarla puede marcar la diferencia entre el éxito y el fracaso de una empresa.

## Procesos
El proceso de venta implica una serie de acciones, que van desde la exposición y promoción de los bienes o servicios hasta la negociación de los términos de la transacción y la entrega final al cliente.

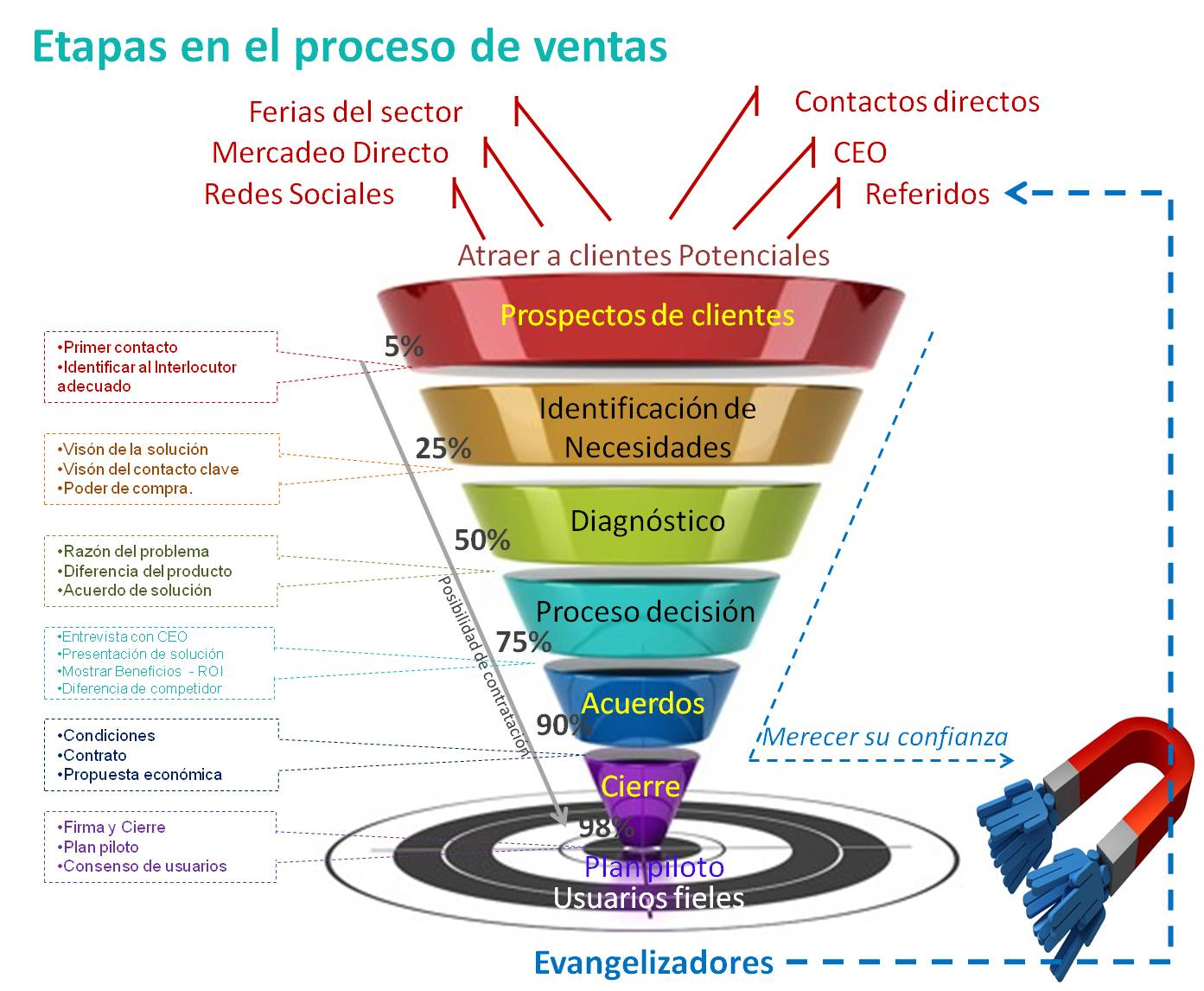
El embudo de venta, que inevitablemente aplicará a cualquier proceso de venta.

El proceso de venta es una actividad fundamental en el ámbito comercial que implica la interacción entre vendedor y comprador con el objetivo de intercambiar bienes o servicios por un valor monetario o equivalente. Este proceso puede variar en complejidad y enfoque dependiendo del tipo de mercado al que se dirige: venta de empresa a empresa, también llamada venta industrial y ventaa consumidor final, tanto familias como individuos.
Sea venta a empresas o a consumidor final, sus procesos pasarán por el llamado embudo de ventas que muestra esquemática y simbólicamente las proporciones o porcentajes desde que se contacta a un cliente por primera vez hasta que se convierte en cliente.
Durante el proceso de venta el vendedor utilizará el método AIDA: atención (attention), interés (interest), deseo (desire) y acción (action), es decir, el vendedor buscará captar la atención, despertar interés, generar deseo, conseguir la acción de compra.
El primer texto que describe los pasos en el proceso de ventas fue publicado en 1918 por Norval Hawkins. Los pasos básicos, que han cambiado poco desde que Hawkins los propuso por primera vez, son prospección, calificación de prospectos, preaproximación, aproximación, evaluación de necesidades, presentación, manejo de objeciones, cierre de la venta y seguimiento.
El uso de guiones de ventas escritos detalladamente ha sido conocido durante cientos de años. Se sabía que los vendedores ambulantes de medicamentos usaban guiones de ventas en los siglos XVII y XVIII. Los representantes de ventas experimentados pronto reconocen que palabras y frases específicas tienen la capacidad de provocar comportamientos deseables por parte del [[cliente 
potencial]].

### Venta empresa a empresa
La venta B2B, o venta de empresa a empresa, se refiere a las transacciones comerciales que tienen lugar entre dos empresas. Este tipo de ventas tienden a ser más complejas y requieren un enfoque estratégico y personalizado. El proceso de venta B2B generalmente sigue los siguientes pasos:
1. Prospectar y calificar: El vendedor identifica posibles clientes que se ajusten al perfil de su empresa y realiza una evaluación inicial para determinar su idoneidad como prospectos.
2. Investigación y preparación: Se realiza una investigación exhaustiva sobre el prospecto, su industria, necesidades y desafíos específicos. Esta información es crucial para personalizar la propuesta de venta.
3. Contacto inicial: El vendedor establece contacto con el prospecto, ya sea a través de llamadas, correos electrónicos o reuniones presenciales, para presentar la oferta de manera adecuada y establecer una relación inicial.
4. Presentación y demostración: Se realiza una presentación detallada de los productos o servicios ofrecidos, destacando sus beneficios y características que se alinean con las necesidades del prospecto. En algunos casos, se puede ofrecer una demostración práctica para mostrar el funcionamiento y la eficacia del producto o servicio.
5. Negociación: Se negocian los términos y condiciones de la venta, incluyendo precios, plazos de entrega, garantías y cualquier otro aspecto relevante para ambas partes.
6. Cierre de la venta: Una vez que se llega a un acuerdo mutuamente satisfactorio, se procede al cierre de la venta, formalizando los términos acordados y asegurando la continuidad de la relación comercial.
7. Seguimiento postventa: Después de concretar la venta, el vendedor sigue en contacto con el cliente para garantizar su satisfacción, resolver cualquier problema que pueda surgir y explorar oportunidades futuras de negocio.

### Venta a consumidor final
La venta B2C, o venta de empresa a consumidor, se centra en la comercialización de productos o servicios directamente al consumidor final, que pueden ser a hogares o individuos. Este tipo de ventas suelen ser más sencillas que la B2B y están orientadas a satisfacer las necesidades individuales de los clientes. El proceso de venta B2C suele seguir estos pasos:
1. Generación de tráfico: Las empresas utilizan diversas estrategias de marketing y publicidad para atraer a los consumidores hacia sus bienes o servicios, ya sea a través de anuncios en línea, redes sociales, campañas de correo electrónico, entre otros.
2. Interacción y presentación: Una vez que un consumidor potencial muestra interés en un bien o servicio, se le proporciona información detallada sobre sus características, beneficios y precios, ya sea a través de la página web de la empresa, tiendas físicas o atención al cliente.
3. Facilitación de la compra: Se ofrecen diferentes opciones de compra para que el consumidor elija la que mejor se adapte a sus preferencias, ya sea realizar la compra en línea, en tiendas físicas, por teléfono o mediante aplicaciones móviles.
4. Proceso de pago: El consumidor completa el proceso de compra seleccionando los productos o servicios deseados, ingresando la información de pago y finalizando la transacción de manera segura y conveniente.
5. Servicio postventa: Después de la compra, la empresa brinda soporte al cliente para resolver cualquier problema o duda que pueda surgir, garantizando una experiencia de compra satisfactoria y fomentando la fidelidad del cliente.

### Venta empresa a gobierno
La venta B2G o de empresa al Estado, se refiere a transacciones comerciales en las que las empresas venden productos o servicios a entidades gubernamentales o del sector público. En este modelo de negocio, las empresas actúan como proveedores y ofrecen bienes o servicios que satisfacen las necesidades de las agencias gubernamentales a nivel local, regional o nacional. Podrían considerarse las siguientes etapas típicas en el proceso de venta B2G:
1. Investigación y Prospección:
  - En esta etapa, las empresas investigan e identifican oportunidades de negocio dentro del sector público. Esto implica comprender las necesidades y prioridades de las agencias gubernamentales, así como los requisitos de adquisición y los procesos de licitación pública.
2. Calificación de Oportunidades:
  - Una vez identificadas las oportunidades de venta, se evalúan para determinar si cumplen con los criterios de la empresa, como el potencial de ganancias, la alineación con la capacidad y experiencia de la empresa, y la viabilidad de cumplir con los requisitos gubernamentales.
3. Participación en Licitaciones:
  - En muchos casos, las ventas B2G involucran licitaciones públicas en las que las empresas compiten con otros proveedores por contratos gubernamentales. En esta etapa, las empresas preparan y presentan propuestas competitivas en respuesta a las solicitudes de propuestas (RFP) o solicitudes de cotización (RFQ) emitidas por las agencias gubernamentales.
4. Seguimiento y Servicio Postventa:
  - Después de completar la transacción, la empresa continúa brindando apoyo y servicios postventa según sea necesario. Esto puede incluir la resolución de problemas, la prestación de servicios de mantenimiento y reparación, y la búsqueda de oportunidades de venta adicionales con la entidad gubernamental.

### Venta de empresa a sus empleados
La venta B2E, y se refiere a un modelo de negocio en el que una empresa proporciona productos o servicios a sus propios empleados como parte de sus operaciones internas. En otras palabras, el negocio vende productos o servicios directamente a sus empleados en lugar de a clientes externos. Por ejemplo entre empresas que comparten acciones entre sí o que pertenecen a un mismo grupo, brindan sus productos a los empleados de todas las empresas relacionadas con precios preferenciales evitando que contraten con otras empresas; normalmente implica una gran cantidad de empleados. Esto permite a la empresa generar sin demasiado esfuerzo un ingreso y también fideliza al empleado al darle este beneficio.
En resumen, tanto en la venta de empresa a empresa como en la venta de consumo final o la venta al Estado, el proceso de venta sigue una serie de pasos fundamentales que incluyen la prospección, investigación, contacto, presentación, negociación, cierre y seguimiento. Sin embargo, la naturaleza y el enfoque de estos pasos pueden variar significativamente según el tipo de mercado y las necesidades específicas de los compradores involucrados.

Muchas operaciones de venta, sobre todo en el ámbito empresarial y en menor medida en consumo masivo, requerirán la firma de un contrato de compraventa.

## Tipos de venta

### Según el agente que las realice
- Venta al por menor (minorista): Se refiere a la venta de productos directamente a los consumidores finales, generalmente a través de tiendas físicas, en línea o ambos.
- Venta al por mayor (mayorista): Implica la venta de productos en grandes cantidades a minoristas, empresas u otras organizaciones, en lugar de vender directamente al consumidor final.
- Venta directa: la realiza el propio productor sin intermediarios, ya sea  cara a cara o a través de canales como internet o teléfono. Ejemplos incluyen la venta de productos puerta a puerta o a través de catálogos.

### Según el tipo decomprador
- Venta empresarial a empresa (B2B): Se realiza entre empresas, donde una empresa vende productos o servicios a otra empresa para su uso en operaciones comerciales o de producción.
- Venta empresarial a consumidor (B2C): Implica la venta directa de productos o servicios de una empresa a los consumidores finales.
- Ventas de empresa a gobierno (B2G): Son las realizadas entre las empresas y los gobiernas en sus distintos estamentos y organismos estatales en general. Normalmente son por licitación pública.
- Consumidor a consumidor (C2C): Normalmente se realiza por avisos en medios gráficos o por plataformas electrónicas. Se venden objetos usados, raramente nuevos.

### Según el canal o medio
- Venta por teléfono (Telemarketing): Implica la venta de productos o servicios a través de llamadas telefónicas a clientes potenciales.
- Venta por catálogo: Se basa en la distribución de catálogos impresos o electrónicos que muestran los productos disponibles para su compra. Los clientes realizan pedidos utilizando el catálogo y luego reciben los productos por correo o mensajería.
- Venta en línea (E-commerce): Se realiza a través de plataformas en línea, como sitios web o aplicaciones móviles, donde los clientes pueden realizar compras sin necesidad de visitar una tienda física.
- Venta presencial (cara a cara): se realiza en persona en el domicilio del vendedor, la más habitual en la venta de consumo masivo; o en el domicilio del comprador muy habitual en la venta de empresa a empresa.

### Según la forma en que se realiza
- Venta consultiva: Se basa en el conocimiento profundo del producto o servicio por parte del vendedor, quien asesora al cliente sobre la mejor solución para satisfacer sus necesidades específicas.
- Venta en frío: Se realiza sin que el vendedor haya tenido contacto previo con un comprador. Se aborda al comprador en forma directa por parte del vendedor, sin que haya mediado consulta previa por parte del comprador sobre le producto.
- Venta por recomendación: también conocida como venta por referencia o venta por boca a boca, es un método de ventas que se basa en las recomendaciones personales de clientes satisfechos para adquirir nuevos clientes. En este tipo de venta, los vendedores se centran en cultivar relaciones sólidas con sus clientes actuales, brindando un excelente servicio y superando las expectativas del cliente para que estos se sientan motivados a recomendar el producto o servicio a sus familiares, amigos y conocidos.
- Venta por subasta: Se lleva a cabo a través de un proceso de licitación, donde los compradores hacen ofertas para comprar un producto y el vendedor acepta la oferta más alta.
- Venta por licitación: Se realiza a través de un proceso formal en el que los clientes emiten solicitudes de propuestas y los vendedores presentan ofertas para ganar contratos o proyectos específicos.
- Venta inversa: es la persuasión realizada por un comprador a un proveedor para que este le fabrique y/o venda algo a él. Es decir el comprador le informa al proveedor o vendedor de las ventajas de proveerle a él respecto de a otros compradores.

### Según la relación con otros productos
- Venta cruzada (Cross-selling): Se refiere a la práctica de ofrecer productos adicionales o complementarios a los clientes durante una venta inicial para aumentar el valor total de la compra.
- Venta lateral (Lateral selling): Implica la venta de productos o servicios alternativos a los clientes en lugar de los bienes o servicios originales que inicialmente buscaban.
- Venta nueva: Implica la venta de un producto a un nuevo cliente, es decir el cliente no consumía ningún producto de la empresa previamente.

### Otras clasificaciones
- Venta por consignación: El vendedor entrega sus productos a un minorista, pero la propiedad de los productos permanece con el vendedor hasta que se venden. El minorista paga al vendedor una vez que los productos se han vendido.
- Venta de mostrador: Se realiza en un mostrador o punto de venta físico, donde los clientes pueden ver y comprar los productos directamente.
- Venta por suscripción: Los clientes pagan una tarifa periódica para recibir productos o servicios de forma regular durante un período de tiempo específico.
- Venta de temporada: Se refiere a la venta de productos que están relacionados con ciertas épocas del año, como juguetes navideños, artículos de playa en verano, etc.

Estos son solo algunos ejemplos de los diferentes tipos de venta que existen, y muchas veces se combinan o adaptan según las necesidades específicas de cada negocio o situación.

## Historia
Las formas más antiguas de intercambio involucraban sistemas de trueque. Sin embargo, la llegada de la acuñación de monedas permitió que el intercambio ocurriera de manera más eficiente y a distancias mucho más largas. Las referencias más antiguas a la venta, que implican intercambios basados en monedas, provienen de Heródoto, quien señaló que "los lidios fueron los primeros que conocemos en usar una moneda de oro y plata y en introducir el comercio minorista". Esto implica que la venta y la compra se originaron en el siglo VII a. C., en el área ahora conocida como Turquía. A partir de ahí, la venta se extendió por el Mediterráneo y luego se difundió por todo el mundo civilizado.
Los filósofos socráticos expresaron algunas preocupaciones sobre el nuevo tipo de venta alrededor del siglo IV a. C. Sus comentarios se preocupaban principalmente por la posible interrupción de los aspectos más sociales de la venta. Las formas tradicionales de intercambio fomentaban una perspectiva social, enfatizando los lazos sociales que unían a los miembros de una sociedad. Por ejemplo, durante períodos de sequía o hambruna, los individuos compartían la difícil situación de sus vecinos. Sin embargo, la llegada de esta nueva forma de venta fomentó un enfoque en el individuo, de modo que en tiempos de escasez, los vendedores aumentaban sus precios.
Durante el período medieval, el comercio experimentó más cambios. El comercio localizado basado en intercambios transaccionales y sistemas de trueque se transformó lentamente a medida que mejoraba el transporte y se abrían nuevos mercados geográficos. A partir del siglo XI, las Cruzadas ayudaron a abrir nuevas rutas comerciales en el Cercano Oriente, mientras que el aventurero y comerciante Marco Polo estimulaba el interés en el Lejano Oriente en los siglos XII y XIII. Los comerciantes medievales comenzaron a comerciar con bienes exóticos importados de tierras distantes, incluyendo especias, vino, alimentos, pieles, telas finas, especialmente seda, vidrio, joyas y muchos otros bienes de lujo. A medida que el comercio entre países o regiones creció, las redes comerciales se volvieron más complejas y diferentes tipos de vendedores ocuparon los espacios dentro de la red. Durante el siglo XIII, las empresas europeas se volvieron más permanentes y pudieron mantener a comerciantes sedentarios en una oficina central y un sistema de agentes que operaban en diferentes mercados geográficos. El intercambio a menudo se realizaba a distancia, en lugar de cara a cara.

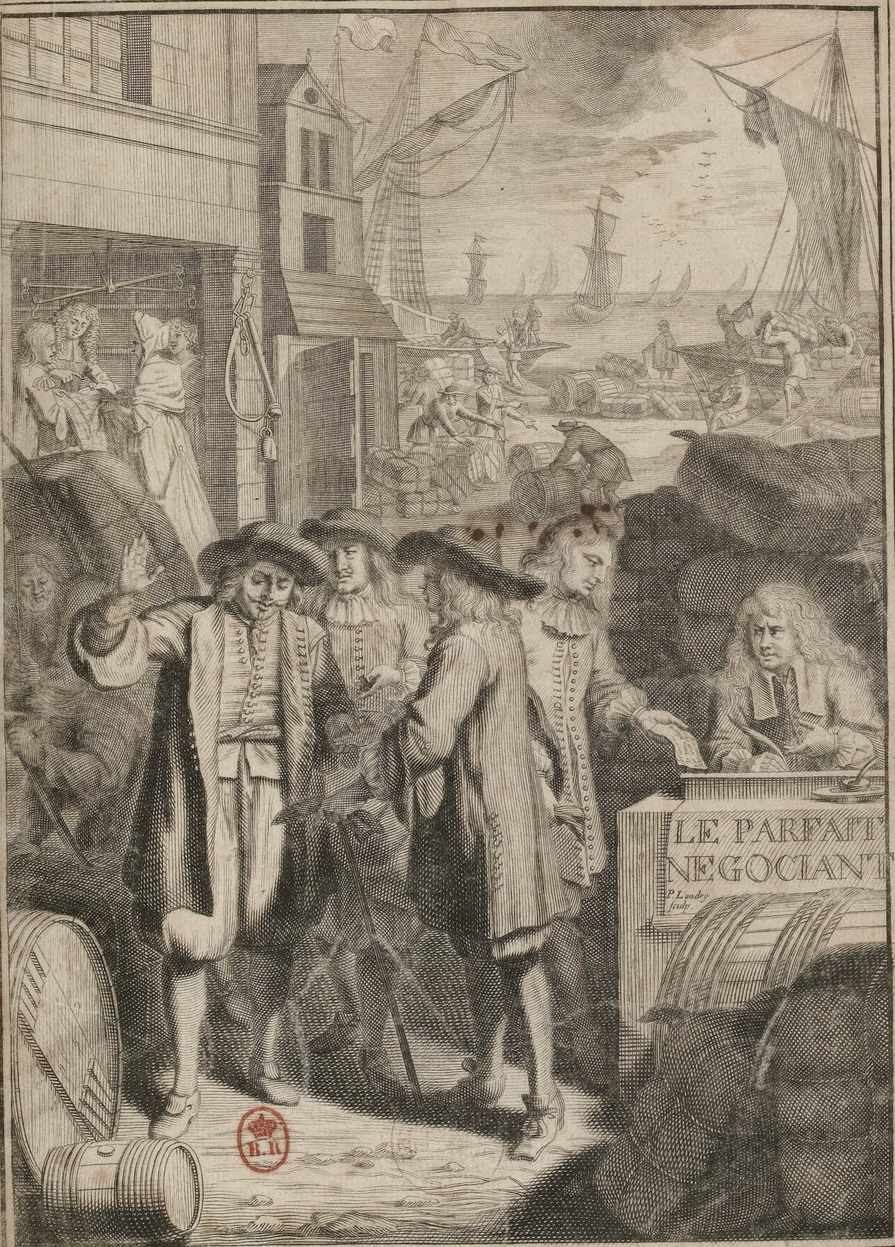
Imagen del libro Le Parfait Negociant, 1675, de Jacques Savary.

Los comerciantes locales del mercado y los vendedores ambulantes continuaron suministrando necesidades básicas, pero las tiendas minoristas permanentes gradualmente surgieron a partir del siglo XIII, especialmente en las ciudades más pobladas. Para el siglo XVII, las tiendas permanentes con horarios de comercio más regulares estaban comenzando a reemplazar a los mercados y ferias como el principal punto de venta al por menor. Los tenderos provinciales estaban activos en casi todas las ciudades comerciales inglesas. Estos tenderos vendían una amplia gama de mercancías generales, muy parecido a una tienda general contemporánea.
Las grandes empresas involucradas en importación y exportación a menudo ofrecían servicios adicionales que incluían finanzas, desglose al por mayor, clasificación y asunción de riesgos. En el siglo XVII, el público comenzó a hacer distinciones mentales entre dos tipos de comerciantes; comerciantes locales (en neerlandés: meerseniers), que se referían a comerciantes locales, incluidos panaderos, tenderos, vendedores de productos lácteos y puesteros, y los comerciantes (en neerlandés: koopman), que describían una nueva clase emergente de comerciantes que comerciaban con bienes o crédito a gran escala. Con el surgimiento de una clase mercantil europea, esta distinción fue necesaria para separar el comercio diario que la población general entendía de los crecientes rangos de comerciantes que operaban en un escenario mundial y que eran vistos como bastante distantes de la experiencia cotidiana.
En el siglo XVIII en Inglaterra, grandes empresas industriales, como Wedgwood, comenzaron a producir en masa ciertos productos como cerámica y cerámica y necesitaban una forma de distribución masiva para sus productos. Algunos vendedores ambulantes fueron empleados por estos productores industriales para actuar como una especie de representante de ventas itinerante, visitando puntos de venta al por menor y mayorista para realizar una venta. En Inglaterra, estos vendedores ambulantes eran conocidos como hombres de Mánchester debido a la prevalencia de la práctica en la venta de tela de algodón fabricada en Mánchester. Empleados por una fábrica o empresario, vendían productos de tienda en tienda en lugar de puerta a puerta y, por lo tanto, operaban como un tipo de mayorista o intermediario de distribución. Fueron los precursores de los representantes de ventas de campo.